# Campeche (Florianópolis)
Pour les articles homonymes, voir Campeche.

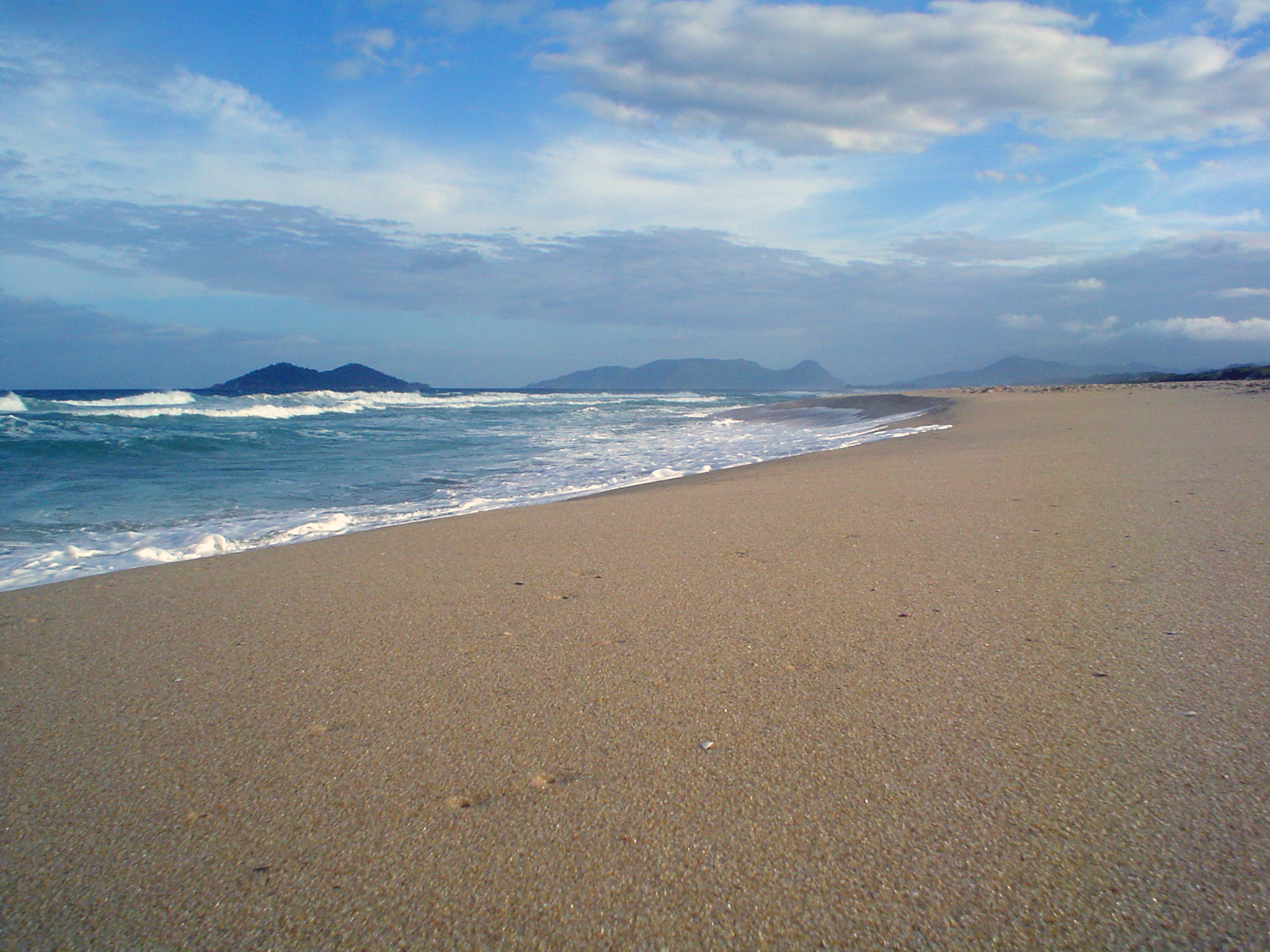
Côté nord de la plage de Campeche

Campeche est un district de la municipalité Florianópolis, capitale de l'État brésilien de Santa Catarina. Il fut créé, par démembrement du district de Lagoa da Conceição, le 21 décembre 1995. Le lieu était auparavant connu sous le nom de Vila do Pontal.
Il couvre une superficie de 35 km2 et se situe à l'est de l'île de Santa Catarina, face à l'océan Atlantique. 
Les autres localités du district sont :
- Morro das Pedras ;
- Praia do Campeche ;
- Rio Tavares.

## Étymologie
Il existe deux versions concernant l'origine du nom "Campeche" : 
- la première, fausse mais élégante, se rapporte à la présence d'un illustre visiteur dans la région, l'écrivain et aviateur français, Antoine de Saint-Exupéry, qui aurait surnommé le site "Camp de Pêches", expression qui aurait ensuite été localisée en "Campeche". Or, s'il est vrai qu'un terrain d'aviation avait été installé à Campeche dès 1927 par la Compagnie générale Aéropostale (le site ayant été repéré en juin de la même année par l'aviateur Paul Vachet[1]), rien ne démontre que Saint-Exupéry, qui n'est arrivé en Amérique du Sud qu'en 1929 pour exercer les fonctions de contrôleur des vols d'Aeroposta Argentina, ait fait plus de quelques atterrissages sur cet aéroport. La principale rue de la localité n'en porte pas moins de nom d'avenue du Petit Prince, en hommage à l'œuvre la plus connue de l'écrivain…
- néanmoins, comme l'île faisant face à la plage portait déjà ce nom depuis le siècle précédent, les historiens retiennent plutôt la version affirmant que le nom vient d'un arbre, le campêche, utilisé comme plante médicinale et en teinturerie, et qui fut très recherché au début de la colonisation du Brésil (Campeche étant au demeurant un toponyme très courant en Amérique du Sud).